# Jakow Stanislawowitsch Ewentow
Jakow Stanislawowitsch Ewentow (russisch Яков Станиславович Эвентов; * 31. August 1906 in Homel; † 1. Februar 1989 in Tarzana, Kalifornien) war ein sowjetischer Geologe und Schachfunktionär.

## Leben und Beruf
Ewentow war ein langjähriger Mitarbeiter des Moskauer Instituts für Erdölgeologie (WNIGNI). Er befasste sich insbesondere mit Geochemie, Erdölentstehung und -exploration, Plattentektonik und Beckenanalyse. Im Jahr 1945 wurde er promoviert. Er habilitierte im Jahr 1962 mit der Arbeit „Geologischer Bau, Erdöl- und Erdgasführung des westlichen und nördlichen Kaspigebietes“ zum Doktor der geologisch-mineralogischen Wissenschaften. Er galt als Kenner der Geologie der Kaspischen Senke und veröffentlichte mehr als 200 wissenschaftliche Publikationen.

## Schach
Bereits im Kindesalter zeigte Ewentow Interesse für Schach. In den Jahren 1927 und 1928 arbeitete er als Schach-Instruktor in Homel. Als Fernschachspieler nahm er an Halbfinalen der sowjetischen Meisterschaft teil. Mit der sowjetischen Mannschaft spielte er gegen Deutschland und Schweden. Nach seiner Auswanderung 1981 in die Vereinigten Staaten spielte er am sechsten Brett der US-Mannschaft beim II. North Atlantic Team-Turnier. 
Ewentow war Vorstandsmitglied und ab 1957 Vorsitzender der Fernschach-Kommission im Sowjetischen Schachverband. Im Jahr 1967 erhielt er den Titel Internationaler Schiedsrichter der ICCF. Zwischen 1967 und 1975 war er Vizepräsident der ICCF, außerdem leitete er von 1964 bis 1980 die Teleschach-Kommission. Im Jahr 1979 wurde er als ICCF Honorary Member ausgezeichnet. Auf dem ICCF-Treffen in Pula 1984 erhielt er die Bertl von Massow-Medaille in Gold und Silber.